# Проценко, Александр Петрович
Алекса́ндр Петро́вич Проце́нко (23 ноября (5 декабря) 1836 — не ранее 1892) — русский военный и государственный деятель. Генерал-лейтенант (1892).

## Биография
В службу вступил в 1855 году. В 1859 году после окончания Михайловско-Воронежского кадетского корпуса и Константиновского артиллерийского училища произведён в  подпоручики гвардии.
В  1861 году после окончания Николаевскую академию Генерального штаба произведён в  штабс-капитаны ГШ,  с назначением старшим адъютантом Отдельного Сибирского корпуса. В 1863 году произведён в капитаны Генерального штаба. В 1864 году назначен офицером для особых поручений при штабе войск Западной Сибири.  С 1865 года — штаб-офицер для поручений при штабе Западно-Сибирского военного округа.
В 1866 году произведён в подполковники; в 1868 году — в полковники с назначением заведующим Азиатскими делами Главного штаба.
С 1878 года назначен военным губернатором и командующим войсками Семипалатинской области. В 1881 году произведён в генерал-майоры. С 5 июня 1883 года назначен военным губернатором и командующим войсками Тургайской области.
С 1891 года назначен заведующим Азиатской частью Главного штаба. В 1892 году произведён в генерал-лейтенанты с назначением членом Военно-учёного комитета Главного штаба Русской императорской армии.
А. П. Проценко оставил о себе среди первых переселенцев Ак-Тюбе самую светлую память. Он был не только гуманным и доступным для всех человеком, но и внимательным к нуждам, принимал все меры к благоустройству поселенцев; и поселенцы обращались к нему, как родному отцу и верили в него твердо, непоколебимо. Проценко ежегодно приезжал в Ак-Тюбе осведомлялся о нуждах поселенцев, устраивая их в поземельном отношении. Он не только указал место для заселения нынешней Новочеркасской Слободы, но и отвёл несколько первоначальных усадебных мест.

## Награды
Награды
- Орден Святого Владимира 4-й степени с мечами и бантом (1863)
- Орден Святого Станислава 2-й степени с Императорской короной (1867)
- Орден Святой Анны 2-й степени  (1871)
- Орден Святого Владимира 3-й степени (1874)
- Орден Святого Станислава 1-й степени (1879)
- Орден Святой Анны 1-й степени  (1882)
- Орден Святого Владимира 2-й степени  (1894)
- Орден Белого орла (1899)
- Орден Святого Александра Невского (1905)